# Inughuit

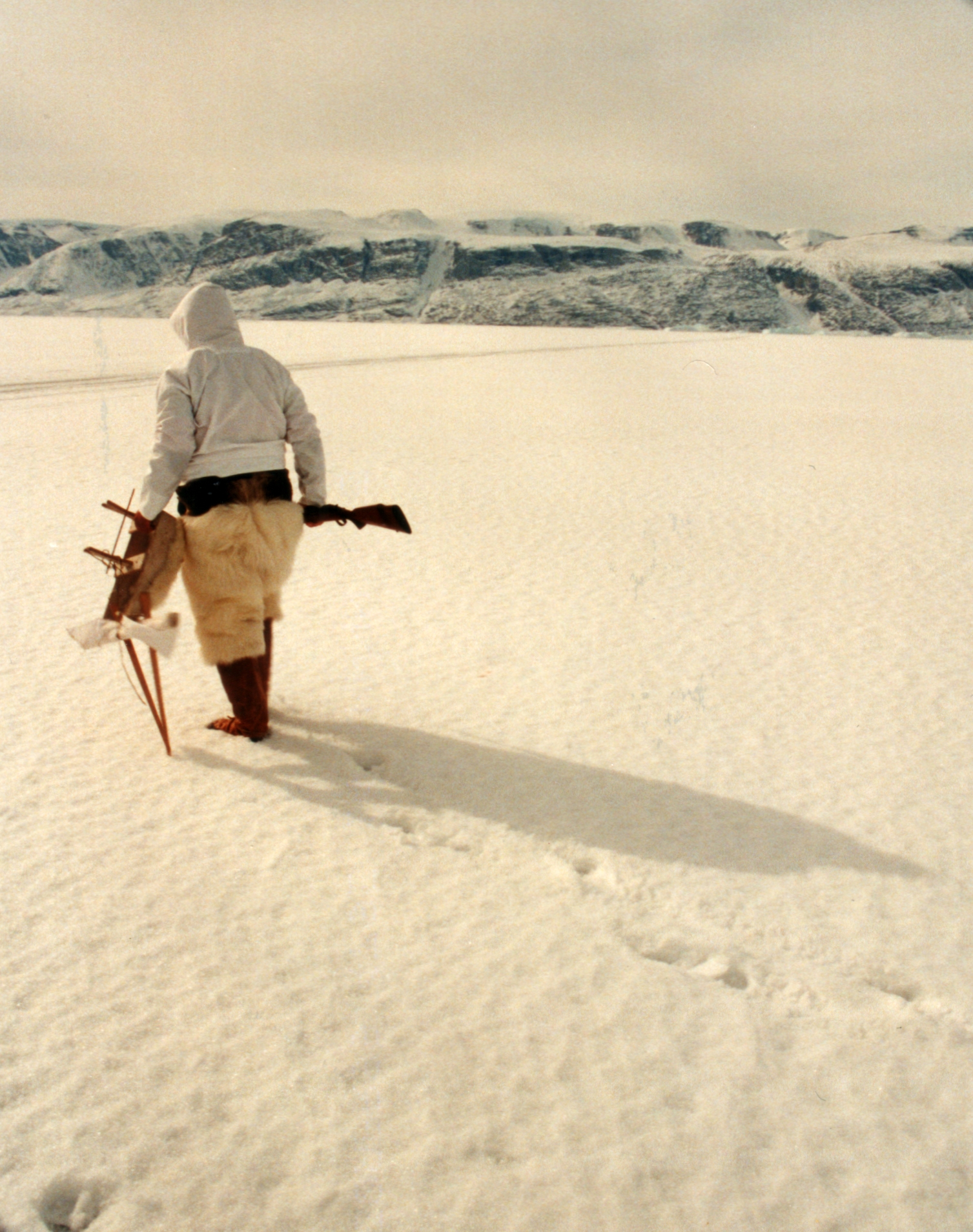
Grönländischer Jäger auf dem zugefrorenen Meer

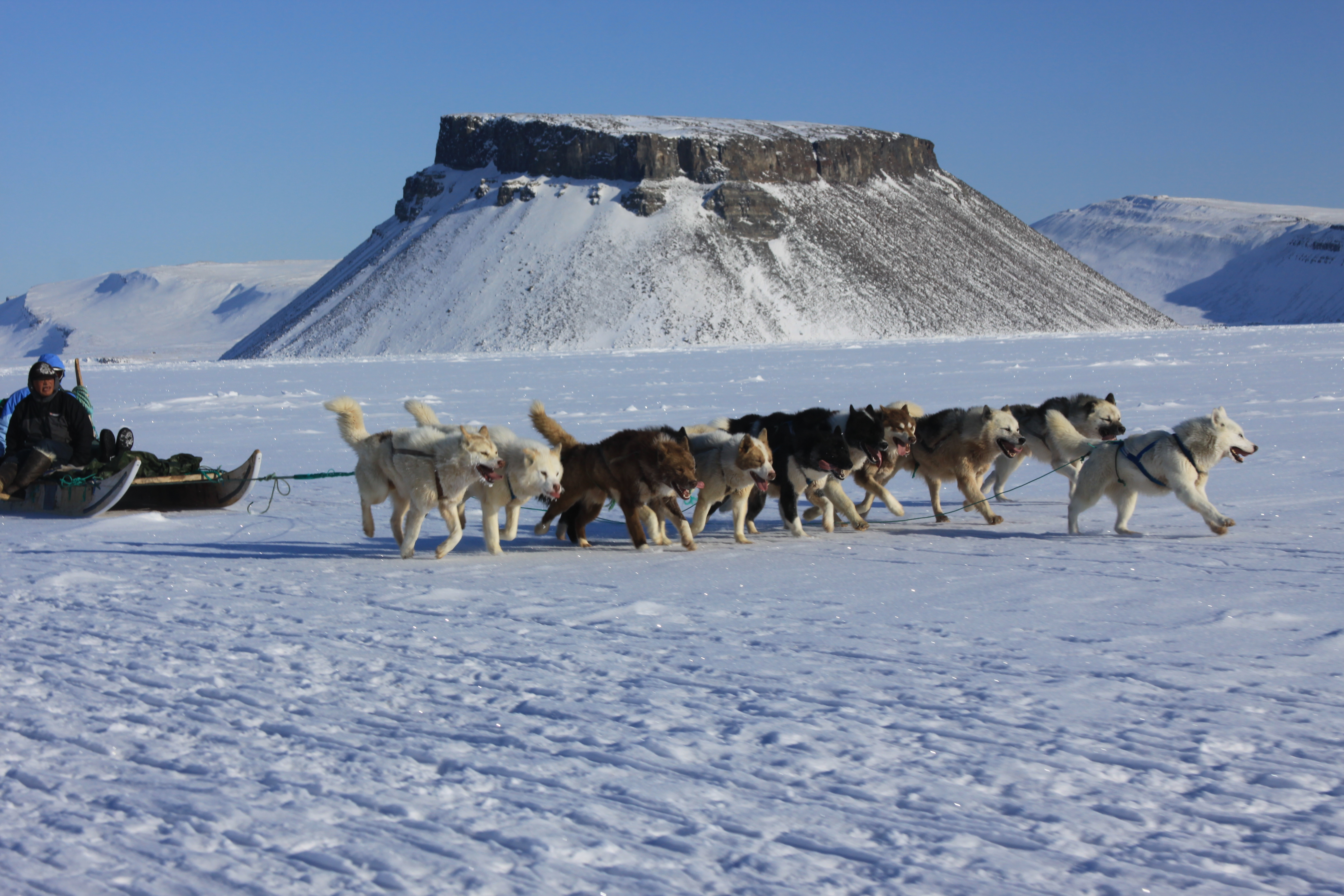
Schlittenhundegespann in der Region Qaanaaq

Die Inughuit (andere Schreibweisen: Innughuit, Innugguit) sind mit rund 800 Menschen die kleinste Gruppe der indigenen Grönland-Inuit. Sie leben im Nordwesten Grönlands in der Thule-Region zwischen 76° und 79° nördlicher Breite, also über 1.000 Kilometer nördlich des Polarkreises und rund 1.300 Kilometer vom Nordpol entfernt. Damit sind sie die mit Abstand am weitesten nördlich lebende lokale Gemeinschaft der Welt. Die Heimat der Inughuit heißt in der grönländischen Sprache „Avanersuaq“ (deutsch „Land im entlegensten Norden“), daher werden sie von den Westgrönländern auch Avanersuarmiut genannt. Eine gebräuchliche Bezeichnung der Inughuit im Deutschen ist „Polar-Eskimo“ bzw. „Polar-Inuit“.
Die überwiegende Mehrheit der Polar-Inuit wohnt in Qaanaaq, dem größten Ort Nordgrönlands. Der Rest teilt sich vor allem auf die festen Siedlungen Savissivik, Siorapaluk und Qeqertat sowie die nicht mehr ganzjährig bewohnten Orte Qeqertarsuaq, Moriusaq, Etah und Neqi auf.
Die meisten Menschen arbeiten in der örtlichen Fischfabrik oder in der öffentlichen Verwaltung. Dennoch gibt es kaum einen Ort in Grönland, wo die traditionelle Jagd von Robben, Narwalen, Walrossen und Eisbären noch eine so große Bedeutung hat.
Die Inughuit werden von der westgrönländischen Mehrheitsbevölkerung (Kalallit) häufig als „Inuit“ in einem abwertenden Sinne bezeichnet. Sie gelten ihnen als „jene, die am nördlichsten wohnen“. Auch umgekehrt bezeichnen sich manche Nordgrönländer nicht als Kalallit, um ihre eigene Ethnizität hervorzuheben.

## Herkunft und Geschichte

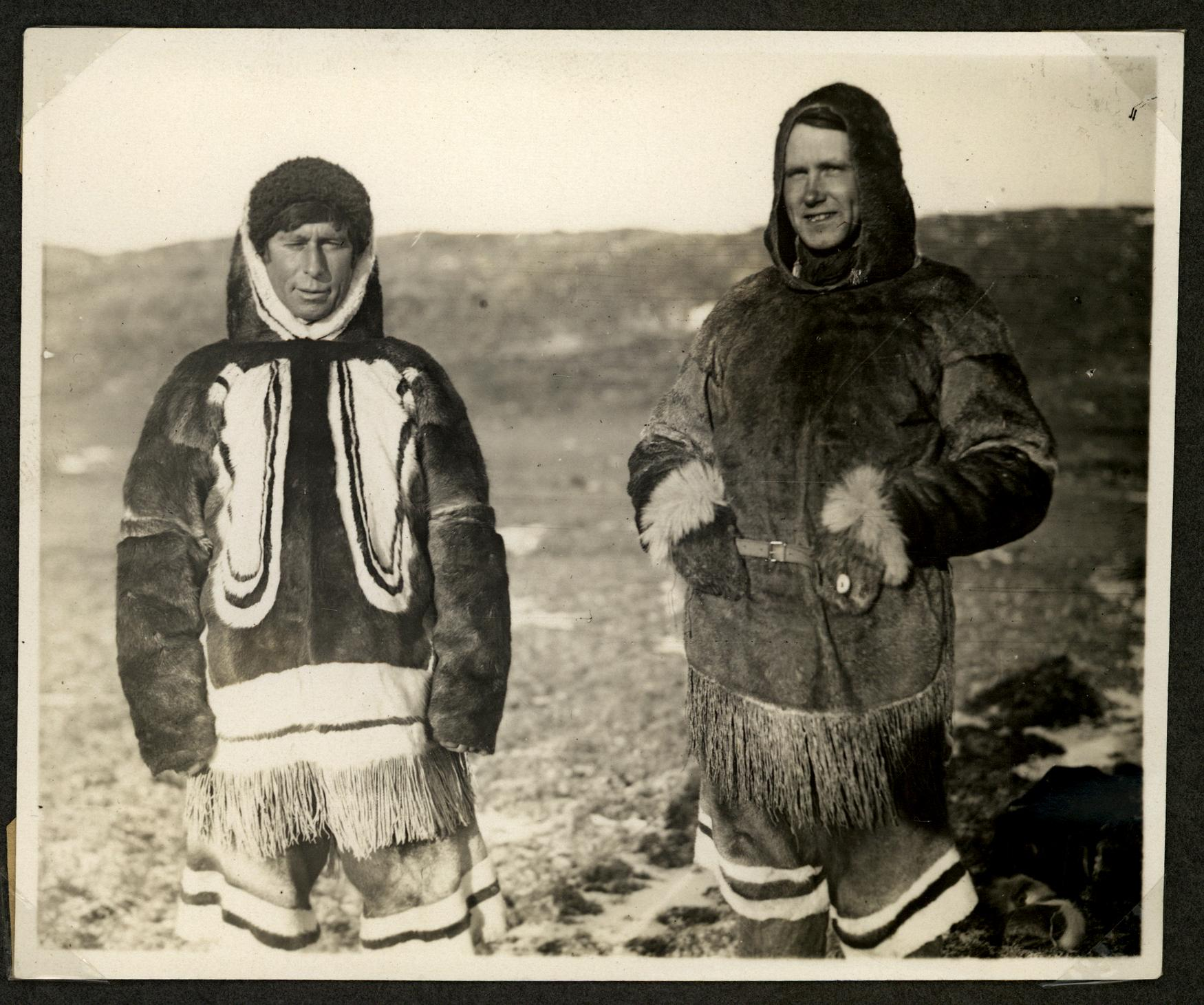
Die Aktivitäten des Polarforschers Knud Rasmussen (links) leiteten Anfang des 20. Jahrhunderts einen Kulturwandel bei den Polar-Inuit ein. Rasmussen nahm dabei große Rücksicht auf die Erhaltung der überlieferten Lebensweise.

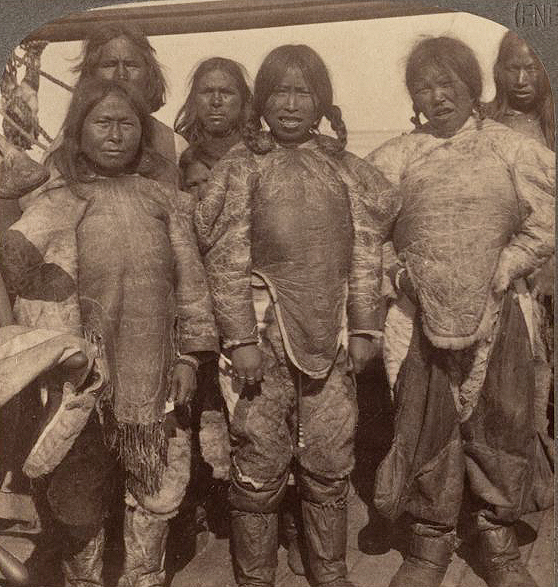
Inughuit Frauen, Kap York (ca. 1910)

Im 16. und 17. Jahrhundert war die Thule-Region unbewohnt. Um 1700 wanderte eine Gruppe der Kupfer-Inuit (Kitlinermiut) aus Kanada ein, deren direkte Nachfahren die Inughuit sind. Über 150 Jahre lang waren die Nordgrönländer anschließend von allen anderen menschlichen Populationen isoliert. In dieser Zeit gerieten Pfeil und Bogen sowie der Kajakbau in Vergessenheit. In den 1860er Jahren immigrierte erneut eine Gruppe kanadischer Inuit unter der Führung von Qillarsuaq von Ellesmere Island nach Nordgrönland. Sie brachten neue Mythen und Riten mit und reaktivierten das verlorengegangene technologische Wissen.
Der britische Polarforscher John Ross war der erste Europäer, der 1816 mit den Inughuit in Kontakt trat. Bekannt wurden sie indes erst durch den US-amerikanischen Polarforscher Robert Peary, der seine Expeditionen ins Nordpolargebiet in den Jahren 1891 bis 1909 von Nordgrönland aus startete. Bis dahin waren sie praktisch unbeeinflusst von Westgrönland und der modernen Welt. Dies änderte sich erst nach dem ersten Besuch des grönländisch-dänischen Polar-Ethnologen Knud Rasmussen im Jahr 1904. Rasmussen besuchte Nordgrönland daraufhin mehrmals und hatte einen wesentlichen Einfluss auf die jüngste Entwicklung der Bevölkerung. Der Beginn seiner Aktivitäten war die Gründung der Post- und Handelsstation Thule im Sinne der Ausweitung des dänischen Kolonialgebietes. Sie bot den Einheimischen einen Markt und sollte gleichsam verhindern, dass sie von durchreisenden Walfängern betrogen wurden. Von hier aus gelangten die ersten modernen Güter – aber auch neue Krankheiten – zu den Polar-Inuit. Von 1909 bis 1934 fand die Christianisierung durch dänische Missionare statt, die alle animistischen Glaubensvorstellungen und Rituale ausrotten wollten. Rasmussen war jedoch daran interessiert, den Kulturwandel außerhalb der Religion so langsam wie möglich zu halten. Unter anderem installierte er einen „Jagdrat“, der aus drei Einheimischen und drei führenden Kolonisten bestand. Damit führte er die hierarchischen Strukturen der Europäer ein; jedoch orientiert an den zentralen Interessen der Inuit. Zwischen 1920 und 1930 erfuhr die Gemeinschaft ein spürbares Wachstum der Bevölkerung und der Wirtschaft, das u. a. am Bau einer Kirche, einer Schule und eines Krankenhauses erkennbar war.

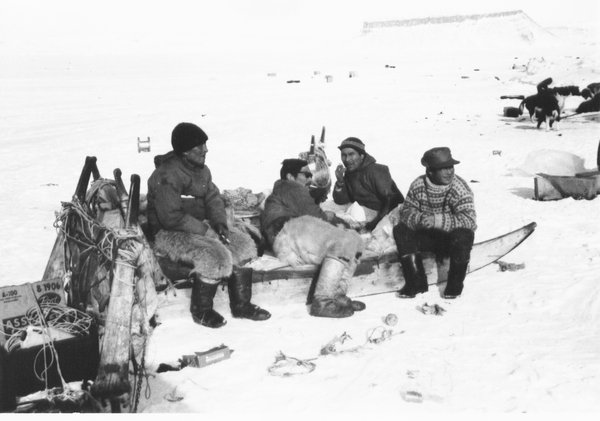
Inughuit von 1968, dem Jahr des Bomber-Absturzes

Nach dem Zweiten Weltkrieg wurde im Gebiet der Inughuit die US-amerikanische Thule Air Base eingerichtet. Dafür wurden viele der Einheimischen nach Qaanaaq zwangsumgesiedelt. Auch heute fordern sie noch das Recht, in ihre Heimat zurückzukehren.
Zum Schutz der indigenen Kultur war der Kontakt der in Thule lebenden Ausländer mit den Einheimischen verboten. Die Air Base geriet 1968 in die Schlagzeilen, als ein dort stationierter B52-Langstreckenbomber mit vier Wasserstoffbomben elf Kilometer nördlich der Basis abstürzte. Drei der Bomben konnten im Eis geborgen werden, eine vierte mit mehreren Kilogramm Plutonium soll sich angeblich noch irgendwo im Eis befinden. Viele der an der Bergung beteiligten Inughuit erkrankten und starben infolge der Strahlung an Krebs.

## Bevölkerungsentwicklung
Vor 1880 wurde die Zahl der Polar-Inuit auf 100 bis 200 geschätzt, um 1900 auf etwa 250. 1980 zählte die Volksgruppe der Inughuit etwa 700 Personen, 2010 waren es knapp 800.

## Sprache
Die Sprache der Nordgrönländer ist das Idiom Inuktun oder Avenarsuarmiutut, das am engsten mit dem kanadischen Inuktitut verwandt ist. Durch das Schulsystem und die Medien wird Westgrönländisch jedoch immer bedeutender, so dass der nördliche Dialekt von der UNESCO als „deutlich gefährdet“ eingestuft wurde. In der Schule lernen die jungen Inughuit als Fremdsprache zumeist Dänisch.

## Ökonomie, Kultur und Religion

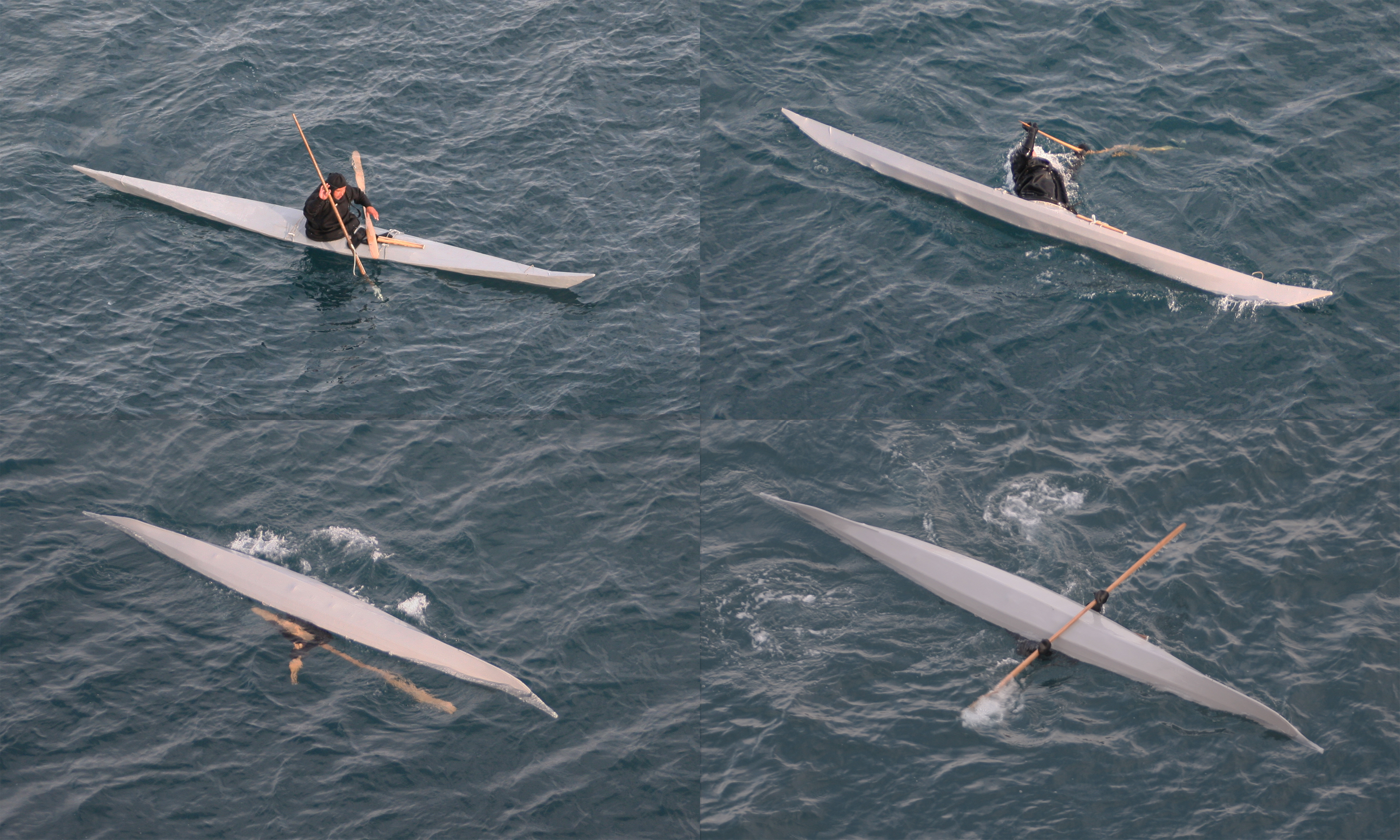
Demonstration traditioneller Kajak-Techniken für die Jagd auf Narwale.

Ursprünglich waren alle Grönland-Inuit – die man zum nordamerikanischen Kulturareal „Arktis“ zählt – Jäger, Fischer und Sammler. Noch heute stellt diese subsistenzwirtschaftliche Jagd an der Nordwestküste neben Verwaltungsberufen und der Fischereiwirtschaft bei den meisten Familien einen wesentlichen Teil der Versorgung dar.
Eine nachhaltige „Verwestlichung“ trat seit den 1950er Jahren durch den Einfluss der Dänen auf. Dennoch existieren auch heute noch zahlreiche traditionelle Kulturelemente im Norden Grönlands: Viele Inughuit tragen in der Wildnis selbstgefertigte Pelzkleidung und nutzen Kajaks sowie traditionelle Jagdinstrumente wie beispielsweise Harpunen. Hinzu kommen Gewehre und andere moderne Ausrüstungsgegenstände. In Qaanaaq haben Fernseher und Computer die überlieferten Freizeitbeschäftigungen (Singen, Spielen, Kräftemessen) weitgehend ersetzt. Das gilt nicht für die traditionelle Ernährung, die nach wie vor zu einem großen Teil auf Fleisch und Fett von Meeressäugern – vor allem Robben –, aber auch auf Eisbären und saisonal Fisch, Vogeleiern, Krabbentauchern und Beeren basiert. Den Einsatz von Schneemobilen und Motorbooten zur Jagd hat der „Jagdrat“ verboten, um die Tierbestände zu schützen und die Jagdkultur zu erhalten. Die größte Gefahr für den Lebensraum der Menschen geht heute von der globalen Erwärmung aus, deren Auswirkungen in diesen hohen Breiten bereits sehr deutlich wahrnehmbar sind.
Die große Mehrheit der Inughiut ist heute evangelisch. Von der traditionell animistischen Religion (Allbeseeltheit) sind noch verschiedene Vorstellungen lebendig; von einer synkretistischen Mischreligion kann allerdings keine Rede sein. Auch Schamanen gibt es in Nordgrönland nicht mehr.

## Veröffentlichungen
Film
- Stephen Leonard, 25. November 2011: Living with the Inugguit. In: cam.ac.uk,  (5. Januar 2012)